# Bernard Naudin
Pour les articles homonymes, voir Naudin.
Bernard Étienne Hubert Naudin, né à Châteauroux le 11 novembre 1876, et mort à Noisy-le-Grand le 7 mars 1946, est un peintre, dessinateur, caricaturiste et graveur français.

## Vie et œuvre
Bernard Étienne Hubert Naudin est le fils de Sylvain Célestin Naudin, bijoutier, et d'Adèle Léontine Marie. Né dans une famille d'horlogers et d'antiquaires, son père, qui meurt en 1890, était également dessinateur et peintre ; il fut son premier professeur. En 1891, il collabore à la revue littéraire de Jean Baffier Le Réveil de la Gaule en y publiant le dessin d'un cornemuseux du XVIIe siècle. L'année suivante, il illustre son premier ouvrage, L'amour au village, scènes de mœurs berrichonnes.
En 1893, il s'installe à Paris et donne des cours de guitare pour payer ses cours de dessin à l'Académie Colarossi où il devient professeur. Nanti d'une bourse de la ville de Châteauroux, il est reçu à l'École des beaux-arts de Paris en 1897 où il suit les cours de Léon Bonnat. Il expose des toiles à sujets militaires au Salon des indépendants, dont La Charge de Valmy et Engagement d'avant-garde (Châteauroux, musée Bertrand). Bientôt, il partage son temps entre un atelier à Paris et sa ville natale où il participe au cabaret « Le Pierrot noir ».
Il épouse Marie Louise Albessard en 1906.

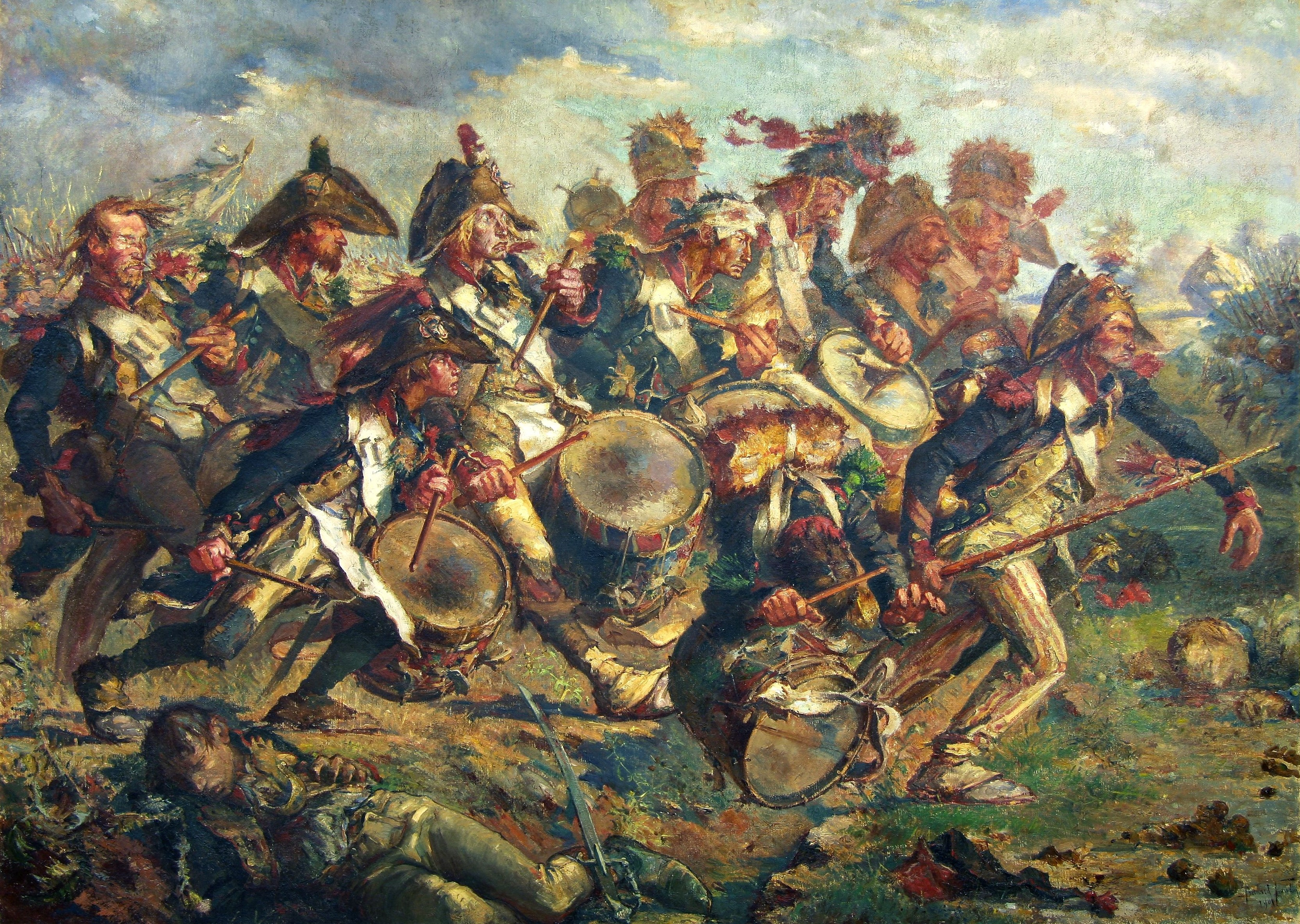
La Charge de Valmy, huile sur toile de Bernard Naudin, 1901, musée Bertrand, Châteauroux.

À la même époque, il délaisse la peinture pour se consacrer au dessin et à la gravure, surtout l'eau forte : il illustre L'Homme qui a perdu son ombre de Chamisso. Il collabore à des revues comme Le Cri de Paris puis, par le biais de Jules Grandjouan, à L'Assiette au beurre de décembre 1904 à mai 1909, donnant des numéros spéciaux : « Assez » (sur la guerre russo-japonaise), « La Mouise » (sur les clochards), « L’Enfance coupable » (sur l'enfance maltraitée), « Biribi » (le bagne). Il donne également une dizaine de dessins aux Temps Nouveaux de Jean Grave (1905-1914).
En 1910, à la demande de Georges Peignot, il dessine et grave une police de caractères que la fonderie Deberny et Peignot sortira en 1924 (décliné en trois styles, le Naudin romain, italique et champlevé).  
En 1912, il monte sa première exposition personnelle de gravures et de dessins au pavillon de Marsan à Paris.  
Début 1914, il illustre le programme de la pièce Les Tisserands de Gerhardt Hauptmann, jouée au théâtre Malakoff.  
La même année, il est immortalisé par le peintre Bernard Boutet de Monvel dans un portrait sur les quais de Paris et actuellement conservé au musée Bertrand de Châteauroux.  
En 1914, la guerre mondiale éclate et il est mobilisé comme sergent d’infanterie. Il devient illustrateur de guerre et montre la vie des tranchées. Son engagement sur le front de l'Aisne lui vaut la Légion d'honneur.
En 1924, il est chargé de dessiner le diplôme des Jeux olympiques d'été. 
En 1925, il dessine toutes les illustrations du catalogue du cent cinquantième anniversaire de la parfumerie Houbigant, retraçant l'histoire la maison créée par Jean-François Houbigant en 1775.
Il est célèbre pour ses représentations de déshérités, de scènes de la vie berrichonne, du monde du cirque, de la musique, de la vie mondaine, du sport… Il réalise également des affiches, des étiquettes. Il illustre des œuvres de Diderot, Edgar Poe, André Suarès, Georges Duhamel, Anatole France, etc.

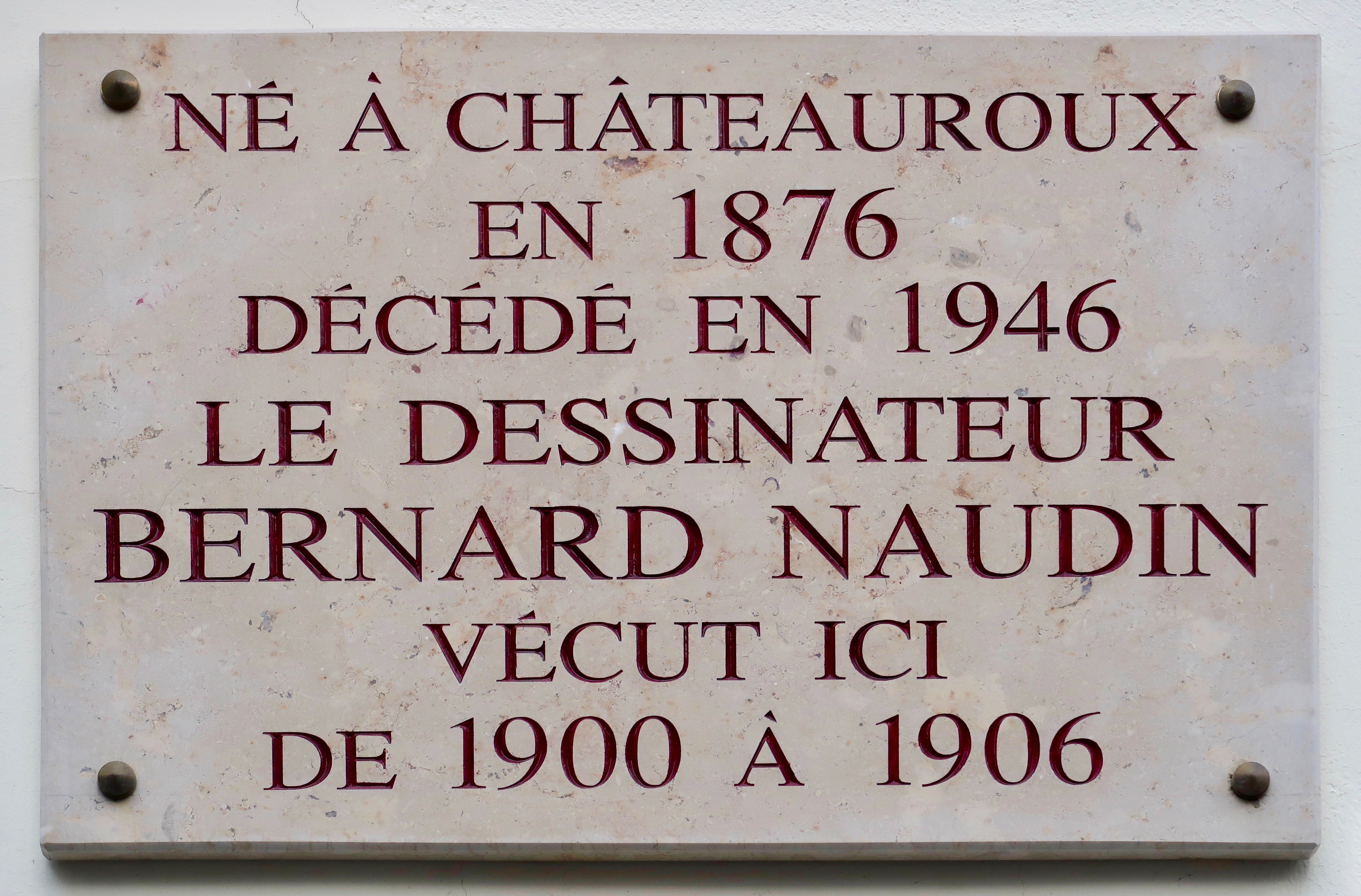
Plaque au 13 bis rue Campagne-Première (Paris).

Une plaque posée sur la façade du no 13 bis rue Campagne-Première (14e arrondissement de Paris) rend hommage à l'artiste qui habita cette adresse.
Il est mort à Noisy-le-Grand à l'âge de 69 ans.

## Élèves
- Jean de Botton
- Jean Dreyfus-Stern
- Charles Jodelet
- Jean-Adrien Mercier
- Léon Angeli

## Distinctions
- Chevalier de la Légion d'honneur en 1918[8].